# Tatort: Mordauftrag
Mordauftrag ist ein Fernsehfilm aus der Krimireihe Tatort, der vom Hessischen Rundfunk (HR) produziert und am 9. Juli 1995 im Programm Das Erste zum ersten Mal gesendet worden ist. Es handelt sich um die 314. Tatort-Folge und den 12. Fall des Kriminalhauptkommissars Edgar Brinkmann, verkörpert durch Karl-Heinz von Hassel.
Brinkmann ermittelt in einem Fall von bezahltem Mord, der die Wendung zu einer Erpressung nimmt. Ein Gattenmord, der anders ausfällt als gedacht.

## Handlung
Sybille Kral wird von ihrem Gatten Karl betrogen und würde ihn gern loswerden. Eine Scheidung ist allerdings nicht so ganz einfach, da er ihr Geld komplett mit in seine Firma gesteckt hat. Ihr junger Freund, Werner Lentfer, bringt sie auf eine recht kriminelle Lösung. So trifft sich Sybille mit einer gewissen „Charly“, einer angeblichen Auftragskillerin. Im Gespräch besteht sie darauf, dass Sybille noch einmal ausspricht, dass ihr Mann sterben soll. Da sie dieses Gespräch mit einem Diktiergerät aufgenommen hat, kann sie nun auch Herrn Kral zur Kasse bitten. Dafür, dass sie ihn nicht tötet, soll er ebenfalls zahlen.
Karl Kral begibt sich zu seiner Frau und konfrontiert sie mit der Tatsache, dass er weiß, dass sie vorhat ihn ermorden zu lassen. So will er sich von ihr scheiden lassen, jedoch nur zu seinen Bedingungen.
Im Büro informiert ihn seine Sekretärin, Rebekka Schröder, dass seine Frau mit jemandem telefoniert hat und es dabei um gefälschte Abrechnungen ging. Kurz darauf wird Kral zu Hause erschossen aufgefunden. Angeblich wurde ein Auto gesehen, das weggefahren ist. Seine Sekretärin Schröder meint, möglicherweise sei er mit Herrn Hassan verabredet gewesen, einem guten Kunden aus Arabien. Brinkmann begibt sich in Krals Firma und befragt seinen nächsten Mitarbeiter Karlheinz Diesing. Dieser weiß von dubiosen Hausgeschäften, vor denen er seinen Chef allerdings gewarnt hatte.
Frau Kral wird ebenfalls von Brinkmann befragt und schildert ohne Umschweife ihre gescheiterte Beziehung. In der letzten Nacht hatte sie ihren Freund Werner Lentfer zu Gast, der auf Rückfrage das Alibi bestätigt. Kurz darauf erhält Frau Kral einen Brief mit der Kopie der Bandaufnahme, die „Charly“ heimlich gemacht hat. Für eine sechsstellige Summe, würde sie dann die Originalaufnahme erhalten. Sie berät sich mit ihrem Anwalt Dr. Zimmenius, wie ihre konkrete finanzielle Situation jetzt ist und wie die Geschäfte ihres Mannes nun zu ordnen sind. Als sie dabei ist zu gehen, erscheint Brinkmann und fragt Zimmenius, ob Krals Geschäfte etwas mit seinen Auslandsverbindungen zu tun haben kann. Dieser gibt zu, dass es zwar ein Ausfuhrverbot in bestimmte Gebiete gibt, aber das da auch immer noch Freiräume sind, wenn man es nur geschickt anstellt.
Sybille erhält einen Anruf, dass sie jetzt das geforderte Geld überbringen soll. Während Werner ihr nachfährt, deponiert sie das Geld an dem vereinbarten Ort und findet dafür einen Briefumschlag mit der Originalkassette. Unterdessen hört man einen Schuss und am nächsten Tag wird die Leiche von Werner gefunden. Brinkmann bestellt Sybille Kral in Lentfers Wohnung und fragt sie nach ihrem Alibi. Sie ist verzweifelt über den Tod ihres Freundes. Da Brinkmann sich in Lentfers Wohnung umgesehen hat, um irgendein Motiv zu finden, hat er diverse Fotos von Damen auf dem Tisch ausgebreitet. Unter diesen Bildern entdeckt Frau Kral ein Foto von „Charly“ und ein weiteres, bei dem Werner sehr intim mit ihr flirtet. Sie muss erkennen, dass Werner sie wahrscheinlich nur benutzt hat.
Brinkmann lässt Frau Krals Wohnung nach Beweismaterial durchsuchen und findet die Kassette mit der belastenden Aufnahme. Daraufhin wird sie inhaftiert. Ihr Anwalt besucht sie dort und sie gesteht ihm, dass sie erpresst wurde. Das bringt ihn auf die Idee, es in der Verteidigungstaktik so zu drehen, dass der Mord nicht wirklich ausgeführt werden sollte, sondern nur ein Plan dahinter steckte, ihren Mann um (ihr) Geld zu erleichtern. „Charly“ hatte, bei einem späteren Gespräch, Sybille gegenüber sogar beteuert, nie zu töten, sondern immer nur doppelt zu kassieren. Auf diese Weise schweigen alle Beteiligten und es bestehe keinerlei Risiko.
Brinkmann sucht in Krals Firma Unterlagen darüber, mit wem er gehandelt hat. Er findet nichts, aber die Sekretärin Schröder kann den letzten Brief aufgrund der Durchschrift ihres Stenoblocks reproduzieren. Die Kunden befanden sich im Nahen Osten und möglicherweise hat Kral gleichzeitig zwei Kriegsländer mit Material beliefert, was solche Kunden selten ungesühnt lassen. Als Rebekka Schröder zum Feierabend als letzte das Firmengebäude verlässt, wird auf sie geschossen. Sie geht zur Polizei und sagt Wegner, was passiert ist und dass sie einen großen Fehler gemacht habe, weil sie für Dr. Zimmenius Beweise manipuliert hat. Sie sollte 100.000 DM dafür bekommen, dass sie Hassan als Hauptverdächtigen hinstellte, außerdem hat sie sogar noch einen Brief für ihn gefälscht. Mit Rebeccas Hilfe stellt Brinkmann Zimmenius eine Falle und bekommt sogar sein Geständnis. Er ist mit Kral in Streit geraten, weil dieser meinte, er hätte hinter seinem Rücken Lieferungen manipuliert, und als Kral auf ihn eingeschlagen hat, hat er ihn dann erschossen. Da ihm Kral die Kassette in Verwahrung gegeben hatte, die er „Charly“ abgekauft hatte, kam ihm die Idee, auch Sybille Kral zu erpressen und als plötzlich Lentfers auftauchte, hat er auch ihn erschossen.

## Rezeption

### Einschaltquoten
Die Erstausstrahlung von Mordauftrag am 9. Juli 1995 erreichte für Das Erste einen Marktanteil von 26,06 Prozent und wurde in Deutschland von 5,64 Millionen Zuschauern gesehen.

### Kritiken
TV Spielfilm urteilte, der Film enthalte „zu viele Handlungsstränge, dazu kommt ein Frauenbild voller Klischees“. Das Ergebnis sei eine „abgestandene Folge, zerfasert und träge“.